# Lista de membros da Royal Society eleitos em 1928
Esta página lista Membros da Royal Society eleitos em 1927.

## Fellows
- Gleb Anrep
- Harry Bateman
- Carl Hamilton Browning
- Stanley Smith Cook
- David William Dye
- Coleridge Farr
- Major Greenwood
- Sir Walter Norman Haworth
- John William Heslop-Harrison
- David Keilin
- Finlay Lorimer Kitchin
- Francis Sowerby Macaulay
- Samuel Barnett Schryver
- Walter Stiles
- Robert Whytlaw-Gray

## Foreign Members
- Albert Auguste Toussaint Brachet
- David Hilbert
- Paul Langevin
- Richard Friedrich Johannes Pfeiffer
- Ludwig Prandtl
- Richard Martin Willstätter

## Estatuto 12
- Sir William Symington McCormick
- Alfred Mond, 1st Baron Melchett